# Hayes, Louisiana
Hayes är en ort (CDP) i Calcasieu Parish i Louisiana. Vid 2010 års folkräkning hade Hayes 780 invånare.